# Wakako Hironaka

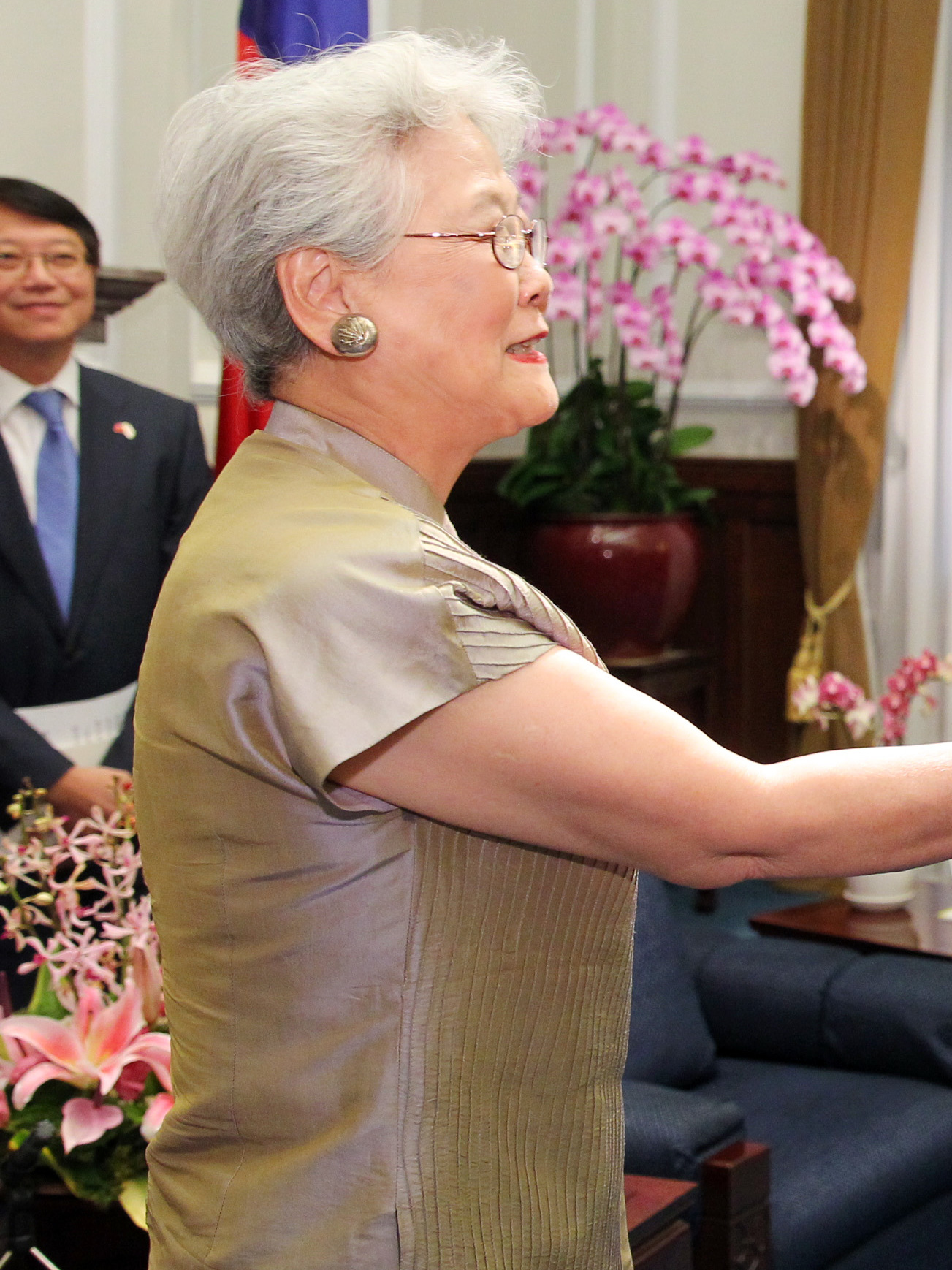
Wakako Hironaka 2017

Wakako Hironaka  (jap. 広中 和歌子, Hironaka Wakako; * 11. Mai 1934 in Tokio) ist eine ehemalige japanische Oberhausabgeordnete der Demokratischen Partei (DPJ) und war von 1993 bis 1994 japanische Ministerin als Leiterin der Umweltbehörde. Innerhalb der Partei gehörte sie zur Hata-Gruppe.
Hironaka studierte Englische Literatur an der Frauenuniversität Ochanomizu. Anschließend erwarb sie einen Master in Anthropologie an der Brandeis University in Massachusetts. Bei der Wahl von 1986 wurde sie erstmals über die Verhältniswahl für die Kōmeitō ins Oberhaus gewählt und 1992 bestätigt. 1993 wurde sie im Kabinett Hosokawa zur Leiterin der Umweltbehörde berufen.
Nach der Auflösung der Kōmeitō beteiligte sich Hironaka 1994 an der Gründung der Shinshintō, nach deren Auflösung dann an der Bildung der Stimme des Volkes (国民の声, Kokumin no Koe). Bei der Oberhauswahl 1998 wurde sie als Unabhängige für Chiba gewählt. Später schloss sie sich der DPJ an und war von Oktober bis Dezember 2002 sowie von 2005 bis 2006 stellvertretende Parteivorsitzende. Bei der Sangiin-Wahl 2010 kandidierte Hironaka auf der DPJ-Verhältniswahlliste, erhielt aber nur 28.629 Präferenzstimmen landesweit und verfehlte eine Wiederwahl.
Hironaka hat eine Reihe von Büchern veröffentlicht und übersetzt. Sie ist mit dem Mathematiker Heisuke Hironaka verheiratet und hat zwei Kinder.